# Zomergem
Zomergem és un antic municipi belga de la província de Flandes Oriental a la regió de Flandes. Era el resultat de la fusió de Zomergem amb Oostwinkel i Ronsele. Al seu torn, l'1 de gener de 2019 va fusionar amb Lovendegem i Waarschoot per formar un municipi nou que va prendre el nom de Lievegem, segons el nom del curs d'aigua del Lieve que connecta els tres nuclis.

## Seccions
| #   | Nom        | Extensió (km²) | Població (01/09/2006) |
| --- | ---------- | -------------- | --------------------- |
| I   | Zomergem   | 27,92          | 6760                  |
| II  | Oostwinkel | 8,36           | 678                   |
| III | Ronsele    | 2,51           | 606                   |

## Evolució demogràfica
- Font:NIS
- 1977: annexió de Ronsele i Oostwinkel

## Situació
- a. Waarschoot
- b. Lovendegem
- c. Merendree (Nevele)
- d. Hansbeke (Nevele)
- e. Bellem (Aalter)
- f. Ursel (Knesselare)
- g. Adegem (Maldegem)
- h. Eeklo